# 氏家光氏
氏家 光氏（うじいえ あきうじ）は、安土桃山時代から江戸時代前期にかけての武将。最上氏の家臣。尾張守を称す。

## 略歴
氏家守棟の従兄弟・成沢道忠の子として誕生。初名は成沢光氏（なるさわ あきうじ）。
氏家守棟の死去後、家督を継いだ。最上義光の娘・竹姫を妻として迎えており、最上氏では宿老の地位と1万8千石を食む厚遇にあった。
勇猛な人物で、八沼城攻略戦では光氏一人の働きで戦局が覆ったといい、慶長5年（1600年）の関ヶ原の戦いの時には上杉軍と長谷堂城で激突し、これを見事に撃退している。
慶長19年（1614年）に主君・義光が死去した後は国内の政務を担当しながら家中の混乱を制御しようと努力し、最上家親、義俊の二代に仕えたが、元和8年（1622年）8月21日に最上氏が改易された後は毛利氏に預けられて仕官。以後、子孫は幕末まで長州藩士として存続したことが確認できる。